# Byte
Un byte (pronunțat bait) este cea mai mică unitate de stocare a informației adresabilă independent într-un calculator. Este utilizat pentru a specifica cantitatea de memorie sau capacitatea de stocare a unui anumit dispozitiv, indiferent de tipul de date. Cea mai uzuală dimensiune pentru un byte este 8 biți, drept pentru care în română este numit în mod obișnuit octet. Un byte este abreviat cu ajutorul majusculei B. Multiplii byte-ului folosiți în mod uzual sunt kilobyte (KB), megabyte (MB), gigabyte (GB), terabyte (TB) și petabyte (PB). Un byte poate reprezenta valori de la 0 la 255, sau 2^8 = 256 valori diferite. 
Standardele CIE și IEEE precizează B drept prescurtare pentru octet. UIT și CIE 80000-13, acceptă simbolul o pentru octet în loc de byte. 
Termenul byte a fost introdus de Werner Buchholz⁠(en)[traduceți] în 1957 în primele faze de proiectare ale calculatorului IBM 7030 Stretch. A fost inițial definit în instrucțiuni pe 4 biți, permițând de la unu la șaisprezece biți într-un byte (proiectul de producție a redus acest lucru la câmpuri de 3 biți, permițând de la de unu la opt biți într-un byte). Dispozitivele I/O tipice din această perioadă au folosit unități de șase biți. O dimensiune fixă de byte de 8 biți a fost adoptată și promulgată ca standard în  anul 1964 pentru IBM System/360.
În trecut au existat și arhitecturi de calcul cu dimensiunea unui byte diferită de 8 biți (între 5 și 12 biți).

## Vezi și
- Qubit
- Prefixe binare
- Tipuri de date